# Torbjörn Rimstrand
Ernst Ragnar Torbjörn Rimstrand, född 24 maj 1939 i Halmstads församling i Hallands län, död 4 mars 2021 i Halmstads Sankt Nikolai distrikt i Hallands län, var en svensk militär.

## Biografi
Rimstrand avlade officersexamen vid Krigsskolan 1961 och utnämndes samma år till fänrik vid Gotlands infanteriregemente, där han tjänstgjorde till 1963. Han befordrades 1963 till löjtnant vid Gotlands regemente (som var ett pansarförband) och tjänstgjorde eller var placerad där till 1974 eller 1975. Han befordrades till kapten 1969 och till major 1972. Under andra hälften av 1960-talet tjänstgjorde han vid Pansartruppernas kadett- och aspirantskola. Från 1974 eller 1975 till 1978 eller 1979 var han placerad vid Göta livgarde och var samtidigt lärare i taktik vid Krigsskolan från 1975 till 1978 eller 1979. Åren 1979–1996 tjänstgjorde han vid Militärhögskolan och 1997–1999 vid Försvarshögskolan: som lärare på arméns allmänna kurser 1979–1982, som lärare i militärhistoria från 1982 till 1990 eller 1991 och som huvudlärare i militärhistoria från 1990 eller 1991 till 1999. År 1980 befordrades han till överstelöjtnant. Rimstrand pensionerades från Försvarsmakten den 1 april 1999.
Torbjörn Rimstrand var från 1990-talet till 2007 ledamot av styrelsen för stiftelsen Svenskt Militärhistoriskt Bibliotek, varefter han från 2007 var hedersledamot av styrelsen.